# Forsstroemia stricta
Forsstroemia stricta är en bladmossart som beskrevs av Lazarenko 1941. Forsstroemia stricta ingår i släktet Forsstroemia och familjen Leucodontaceae. Inga underarter finns listade i Catalogue of Life.